# الدخل الأساسي للمواطن

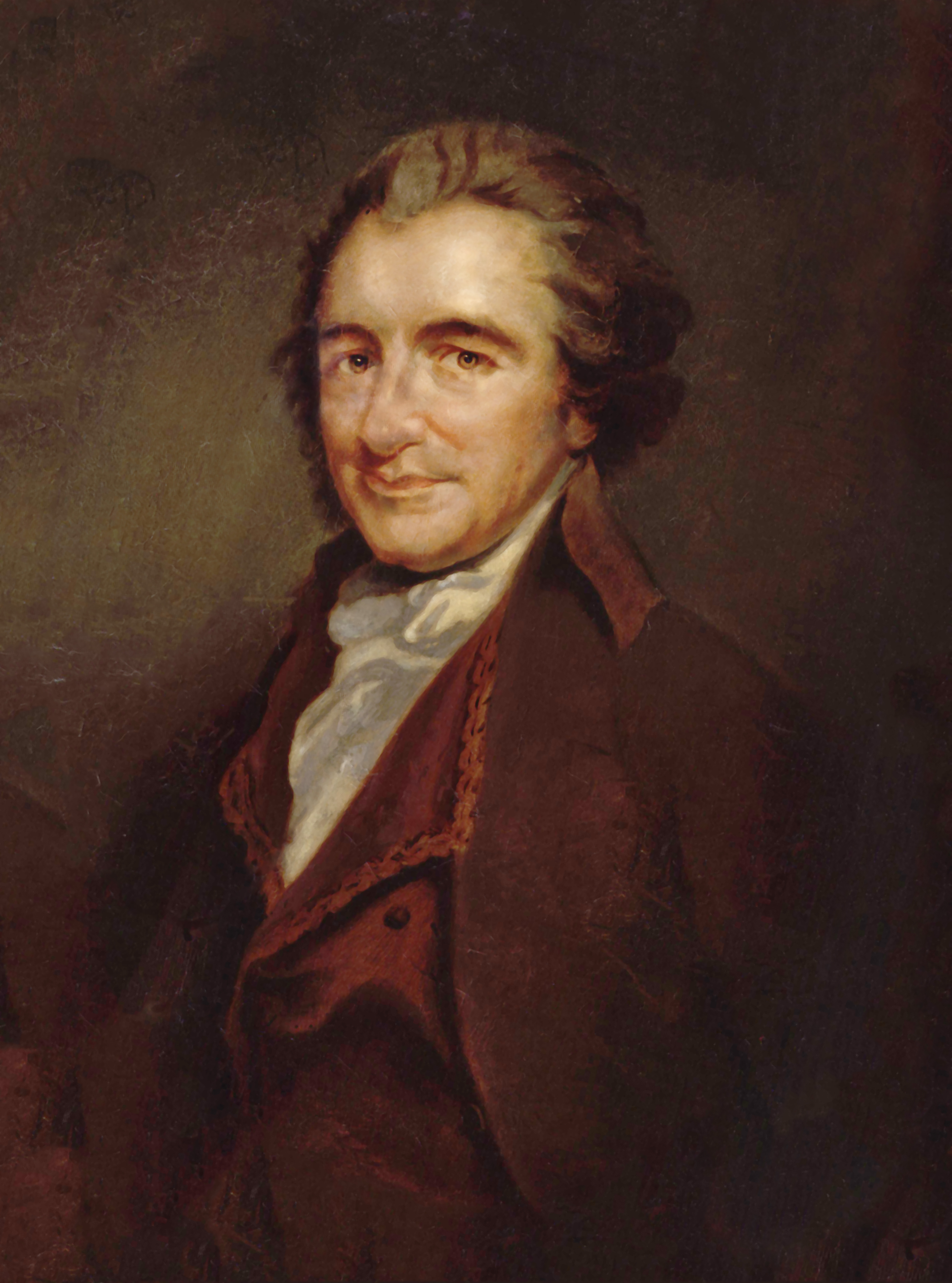

إن دخل المواطن الأساسي هو سياسة مقترحة تستند على مبدأ أنَّ العالم الطبيعي هو مشاع مشترك لجميع الأشخاص (اقرأ عن الجورجية). ويقترح أن يحصل جميع المواطنون على دخل منتظم (حصة من الأرباح) من الإيرادات التي تُجمع عن طريق تأجير أو فرض ضرائب على احتكار الأراضي القيّمة والموارد الطبيعية الأخرى.

## التاريخ
عُرف مفهوم مشابه لحصة المواطن من الأرباح في مدينة أثينا خلال الفترة الكلاسيكية. عُثر في عام 483 قبل الميلاد على طبقة باطنية جديدة ضخمة من الفضة في مناجم الفضة الأثينية في مدينة لافريو. وأثار انتشار هذا الخبر نقاشًا كبيرًا. اقترح رجل السياسية والعسكري أريستيدس توزيع أرباح هذه المناجم على مواطني أثينا. ولكن عارضه ثيميستوكليس الذي اقترح أن يتم إنفاق المال لبناء سفن حربية لصالح البحرية الأثينية. وتم تبني سياسة ثيميستوكليس في النهاية.
يمكننا نسب الفكرة في المملكة المتحدة والولايات المتحدة الأمريكية إلى مقال المفكر الأمريكي توماس بين تحت عنوان (العدالة الزراعية)، والذي يعتبر أيضًا أحد أقدم المقترحات لنظام الضمان الاجتماعي. لخص توماس باين وجهة نظره بالقول أنَّ «الرجال لم يصنعوا الأرض. والملكية الشخصية هي فقط قيمة التطورات التي نُفذت فيها، وليست قيمة الأرض نفسها. إن كل مالك أرض مدين للمجتمع المحلي بآجار الأرض التي يملكها». واعتبر بين الميراث صندوقًا مشتركًا بشكل جزئي وأراد تخصيص مكاسب للمواطنين من خلال فرض ضريبة على عمليات نقل الورثة، لكن يركز أنصار الحركة الجورجية الآن على الموارد الطبيعية.

## التطبيقات والمقترحات
هذا المفهوم هو شكل من أشكال ضمان الدخل الأساسي، حيث يعتمد عائد المواطن على قيمة الموارد الطبيعية أو ما يمكن اعتباره سلعًا مشتركة مثل قيمة الموقع ورسوم صك العملة والاستخدام الصناعي للهواء (إنتاج ثاني أكسيد الكربون).
توزع ولاية ألاسكا شكلًا من أشكال أرباح المواطنين من أرباح صندوقها الدائم الذي يملك استثمارات أساسية مخصّصة من عائدات الدولة من الموارد الطبيعية لا سيما النفط. تلقى كل مواطن مقيم في ألاسكا (بما في ذلك الأطفال) في عام 2005 شيكًا مصرفيا بمبلغ 845.76 دولار أمريكي. دفع الصندوق على مدار 24 سنة من تاريخ تأسيسه ما مجموعه 24775.45 دولار أمريكي لكل مواطن مقيم في الولاية. تتمتع ألاسكا الآن بأدنى معدلات الظلم وعدم المساواة ومستويات الفقر منخفضة نسبيًا مقارنة بالولايات الأمريكية الأخرى.
كما يتم الترويج لهذا المفهوم كوسيلة للحد من انبعاثات الكربون. أنشأ بيتر بارنز مفهوم (سكاي تراست) كمثال على كيفية تطبيق ذلك. يقترح بارنز إنشاء إدارة عامة موثوقة لإدارة الأموال منفصلة عن القطاع الخاص الذي يخضع للضريبة. وقدر بارنز من خلال حساباته القائمة على ممتلكات محددة إمكانية حصول كل مواطن أمريكي على 5000 دولار في السنة من خلال هذا النموذج. طالبت حملة سويسرية في عام 2013 بإقرار دخل المواطن من الأرباح الذي يمكن أن يبلغ نحو 34000 دولار أمريكي لكل مواطن. يرى توماس بوج أن الدخل الأساسي من الأرباح حق لكل مواطن اعتمادًا على الموارد لأن الجميع يملكون حصة غير قابلة للمصادرة في جميع الموارد الطبيعية في البلاد. تتفق نظريته مع بارنز باستثناء موضوع الملكية حيث يرى بوج أن الناس يمتلكون هذه الموارد.
ركز مرشح الكونغرس في ولاية ماريلاند جون موسر بشكل رئيسي على اقتراح توزيع أرباح المواطن اعتمادًا على جزء من الدخل العام والذي من شأنه أن ينهي مشاكل التشرد والجوع وسيكون بمثابة حصة جماعية كما هو الحال في دول الشمال.
تدعو الرابطة الفيزيوقراطية (المذهب الطبيعي في الفلسفة) الجديدة إلى إقرار شكل من أشكال دخل المواطن كجزء من برنامجها المسمى (الأركان الثلاثة) في دعم الدخل. (الرابطة الفيزيوقراطية هي مشروع يطالب بإصلاح اقتصادي من خلال تحويل فرض الضرائب نحو الأراضي).